# Sovetski (Novopokróvskaya, Krasnodar)
Sovetski (del ruso: Советский) es un posiólok del raión de Novopokróvskaya del krai de Krasnodar, en Rusia. Está situado en la orilla izquierda del río Yeya, 12 km al noroeste de Novopokróvskaya y 160 km al nordeste de Krasnodar, la capital del krai. Tenía 168 habitantes en 2010.
Pertenece al municipio Kubánskoye.